# O
Az O a latin ábécé 15., a magyar ábécé 24. betűje. Számítógépes használatban az ASCII kódjai: nagybetű – 79, kisbetű – 111.

## Jelentései

### Kémia
- O: az oxigén vegyjele

### Közgazdaságtan
- O: a makrokibocsátás jele a makroökonómiában

### Matematika
- o, O (ordó): a függvények aszimptotikus viselkedésére vonatkozó jelölés
- o (ordó): csoportelem rendje

### Egyéb
- O: Omán nemzetközi autójelzése
- O (お), japán kana
- O, a cirill ábécé betűje
- O (koreai név)
- O – a Cirque du Soleil egyik előadása
- O (Othello)
- O, a japán Zone együttes egyik albuma
- O, Omarion egyik dala
- O (film)